# Henryk Bosak
Henryk Bosak, Henryk Bossak, ps. Kostrzewa, Polan  (ur. 6 lutego 1931 w Cieszęcinie, zm. 25 października 2015 w Warszawie) – pułkownik, funkcjonariusz wywiadu, publicysta.

## Życiorys
Syn Stanisława i Mieczysławy. W dzieciństwie był działaczem harcerskim, m.in. komendantem hufca ZHP w Namysłowie (1949), komendantem miejskim ZHP we Wrocławiu (1950).
W 1951 został słuchaczem Szkoły Oficerskiej Ministerstwa Bezpieczeństwa Publicznego w Legionowie, ze względu na umiejętności zostaje przyjęty do wywiadu Urzędu Bezpieczeństwa. Od 1953 oficer Departamentu VII (wywiad) MBP. Następnie od grudnia 1954 (reorganizacja instytucji) oficer Departamentu I Komitetu ds. Bezpieczeństwa Publicznego, od 1956 Departamentu I Ministerstwa Spraw Wewnętrznych. W tym samym czasie zastępca naczelnika wydziału kontrwywiadu zagranicznego oraz naczelnik wydziału.
Rezydent wywiadu w Rabacie (1964-1969), Genewie (1972-1974), Belgradzie (1978-1982) i Budapeszcie (1985-1989). Do 1985 pracował w kraju jako naczelnik Wydziału XI Departamentu I (zwalczanie dywersji ideologicznej, w tym ruchu „Solidarność”).
Na emeryturze od sierpnia 1990.
Był wieloletnim działaczem Polskiej Zjednoczonej Partii Robotniczej. Pełnił funkcję sekretarza komitetu PZPR w I Departamencie MSW. Po 1990 wstąpił do Socjaldemokracji Rzeczypospolitej Polskiej i Sojuszu Lewicy Demokratycznej, obejmując funkcje we władzach warszawskich struktur tej partii. W wyborach samorządowych w 1994 jako kandydat SdRP na liście koalicji SLD uzyskał mandat radnego gminy Warszawa-Centrum. W 1997 bez powodzenia ubiegał się o mandat posła na Sejm w okręgu warszawskim z listy SLD. W wyborach samorządowych w 1998 zdobył ponownie mandat radnego gminy Centrum, a w wyborach w 2002 został wybrany radnym Rady Warszawy z listy SLD-UP. 
Henryk Bosak napisał 7 książek – powieści o autentycznych wydarzeniach w polskim wywiadzie, z których część miała po dwa wydania. Zmienił ich dane osobowe. Okoliczności wielu opisywanych wydarzeń były konsultowane z ich uczestnikami.
Został pochowany na Cmentarzu Wojskowym na Powązkach w Warszawie (kwatera: B-3-79).
Mieszkał w Warszawie, żona Jadwiga, Dzieci: Grażyna, Dorota, Beata, Przemysław.

## Twórczość
- Listy – Śmierć Superszpiega, [w:] Gazeta Wyborcza, 10 sierpnia 1993, s. 12
- Rezydent z Genewy. Z tajemnic polskiego wywiadu 1972-1974, Wyd. I, Warszawa 1995, ss. 280
- Rezydent z Genewy. Z tajemnic polskiego wywiadu 1972-1974, Wyd. II, Jaworski Warszawa 2002, ss. 280, ISBN 83-88797-22-0
- Werbownik. Z tajemnic polskiego wywiadu 1973-1974, Wyd. I, Oficyna Wydawnicza A-M Warszawa 1992, ss. 231, ISBN 83-900252-1-3
- Werbownik. Z tajemnic polskiego wywiadu 1973-1974, Wyd. II, Jaworski Warszawa 2002, ss. 231, ISBN 83-88797-22-0
- Oficer centrali. Z tajemnic polskiego wywiadu 1974-1976. Polska Oficyna Wydawnicza BGW Warszawa 1996, ss. 291, ISBN 83-7066-674-4
- Wnuk generała. Z tajemnic polskiego wywiadu 1976-1978, Wyd. Jaworski Warszawa 2000, ss. 284, ISBN 83-913290-6-2
- Rezydenci i agentki. Z tajemnic polskiego wywiadu 1978-1980, Wyd. Jaworski Warszawa 2004, ss. 430, ISBN 83-88797-42-5
- Wywiadowcza wiza. Z tajemnic polskiego wywiadu 1980-1981, Wyd. Jaworski Warszawa 2006, ss. 505, ISBN 83-88797-83-2